# 吉田清成書翰目録
吉田清成書翰目録（よしだきよなりしょかんもくろく）は、吉田清成を宛先とする書翰の送り元、次には吉田書翰の宛先について、吉田の相手方を50音順に並べたものである。それぞれに「吉田宛書翰一覧」と「吉田書翰一覧」の節を設け、何通あったかは括弧書きで相手名に付記した。駐米公使時代に吉田が作成または受信した書翰は、作成した書翰の手書き控えである「コピーブック」と、受信した書翰を綴じた「スクラップブック」の節を設けた。